# 1512 aux échecs
| Années des échecs : 1509 - 1510 - 1511 - 1512 - 1513 - 1514 - 1515    |
| Décennies des échecs : 1480 - 1490 - 1500 - 1510 - 1520 - 1530 - 1540 |

Cet article présente les faits marquants de l'année 1512 aux échecs.

## Événements majeurs
- Pedro Damiano publie, à Rome où il s'est exilé, Questo libro e da imparare giocare a scachi : Et de belitissimi Partiti[1], écrit en italien et en espagnol. Il y développe l'apport des échecs dans l'éducation, sa théorie selon laquelle c'est l'empereur perse Xerxès qui a inventé le jeu, et analyse plusieurs ouvertures. Selon certains auteurs comme Mário Silva Araújo, il y a un lien entre la parution de ce livre et la levée de l'anathème sur les échecs l'année suivante, par le pape Léon X.